# براغوة
براغوة هي قرية في باكستان، غرب مقاطعة جيلوم، على هضبة بوتوهار.

## مشاهير من براغوة
- المعلم سيد غلام شبير شاه
- محمدإلياس كياني
- مظهر حسين كياني
- جيهانزب إلياس كياني

## روابط خارجية
- مدخل إلى خرائط ويكي